# Maeotae

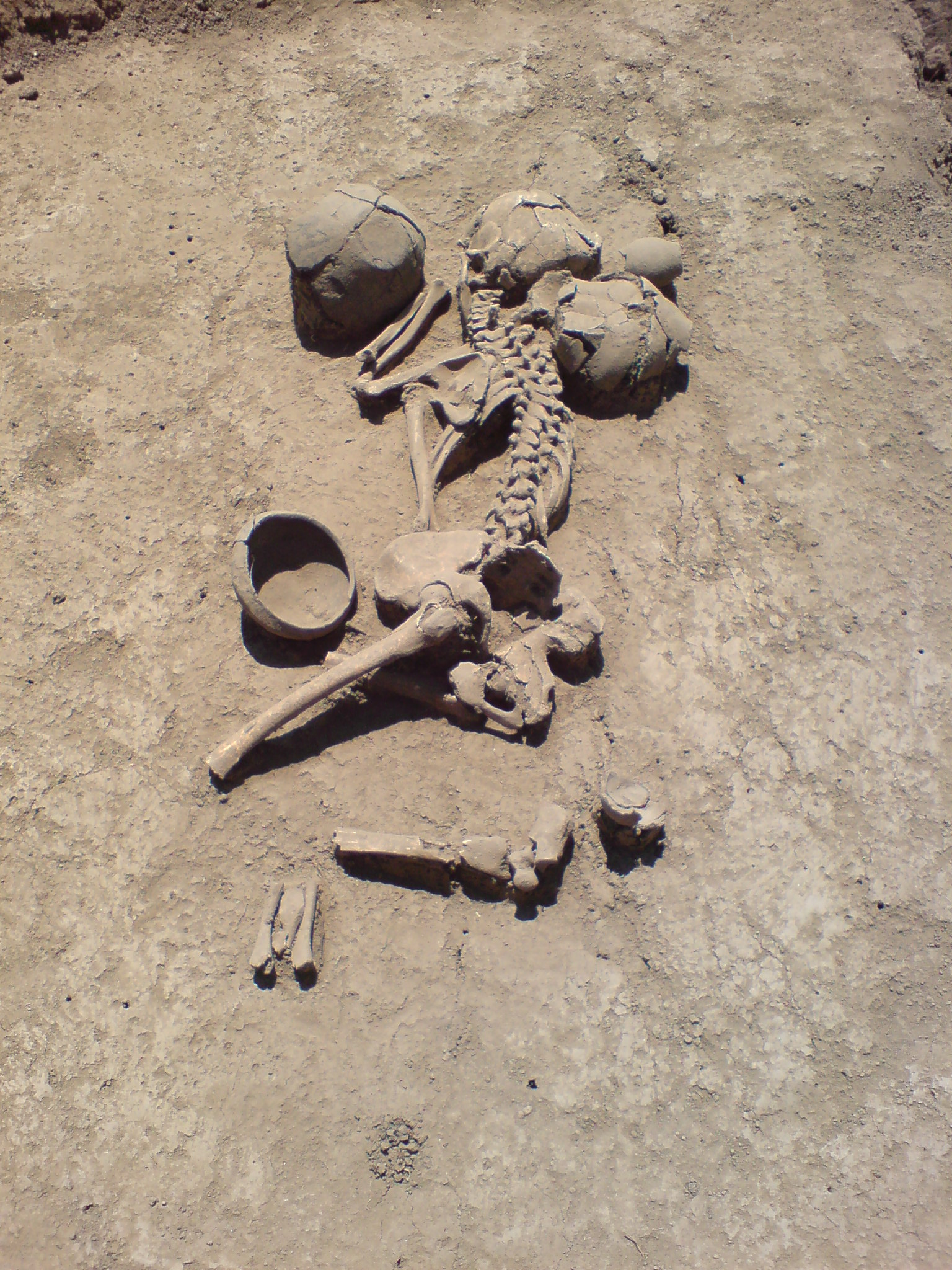
Maeotisch graf nabij choetor Lenin, kraj Krasnodar

Maeotae (Grieks Μαιῶται, Maiotai) is de verzamelnaam voor de oude stammen die in het 1e millennium v.Chr. aan de oostelijke en zuidoostelijke kust van de Zee van Azov en langs de middenloop van de Koeban leefden. 
De Griekse historicus en geograaf Strabo noemde de Sindi, Dandarii, Toreatae, Agri, Arrechi, Tarpetes, Obidiaceni, Sittaceni, Dosci en Aspurgiani onder de Maeotae. Volgens hem waren ze even oorlogszuchtig als hun oostelijke nomadische buren de Sarmaten. In tegenstelling tot dezen waren de Maeotae echter sedentair en hielden zich bezig met landbouw, veeteelt en visserij. Ze beoefenden ook ambachten en handelden met de Griekse kolonies aan de kust van de Zee van Azov en de Zwarte Zee. 
Taalkundig was de groep mogelijk niet homogeen. Hoewel banden met de Iraanse Scythen en Sarmaten mogelijk zijn, gaan de meeste huidige geleerden ervan uit dat ze in merendeel tot de Abchazo-Adygese volkeren behoorden.
Deze wilde stammen waren soms trouw aan de factorij Tanais aan de Don en op andere momenten aan het Bosporuskoninkrijk. In de vierde en derde eeuw v.Chr. vergrootte het Bosporuskoninkrijk zijn gebied tot aan de Don en kwamen de Maeotae deels onder zijn autoriteit.
Naar de Maeotae werd in de oudheid de Zee van Azov de Lacus Maeotis genoemd, en het moerassige gebied aan de benedenloop van de Don de Palus Maeotis ofwel Maeotische moerassen.